# Elk Eber
Wilhelm Emil „Elk“ Eber alias „Hehaka Ska“ (* 18. April 1892 in Haardt; † 12. August 1941 in Garmisch-Partenkirchen) war ein deutscher Maler und Grafiker, der in der Zeit des Nationalsozialismus mit Motiven aus dem Ersten Weltkrieg und NS-Propagandabildern erfolgreich war. Eber schuf neben Landschafts- und Sportlerbildern zunehmend Bilder von Soldaten und SA-Männern. Weniger bekannt waren seine Bilder von Indianern. Von ihm stammen einige Gemälde im Karl-May-Museum Radebeul.

## Leben
Elk Eber war der Sohn des Weinhändlers Friedrich Wilhelm Eber und der Rosa Sibylla, geborene Eisele.
Er ging nach dem Abitur in Neustadt an der Haardt am 23. Juni 1910 als Student der Kunstgeschichte und Anatomie an die Ludwig-Maximilians-Universität München, wechselte 1911 zunächst an die Königliche Kunstgewerbeschule und studierte danach mit Unterbrechung durch den Ersten Weltkrieg von 1912 bis 1918 an der Akademie der Bildenden Künste München, wo er die Zeichenschule unter der Leitung von Peter Halm besuchte. Weitere seiner Lehrer dort waren Adolf Hempler, Adolf Hengeler und Franz von Stuck. In München trat er dem Corps Rheno-Palatia München bei. Eber meldete sich freiwillig im Ersten Weltkrieg und nahm als Kriegsmaler an Kämpfen teil. Er kehrte schwerhörig zurück und widmete sich infolge seinem künstlerischen Schaffen. Es entstanden Kameradenporträts, Waffen- und Kriegsszenen als Aquarell-, Bleistift- und Kohlezeichnungen. Viele seiner Werke wurden später in Lithografien und Postkarten veröffentlicht. Am 30. August 1919 heiratete er Gerda Körner, wurde aber bereits im März 1921 Witwer. Über diese erste (kinderlose) Ehe ist nichts bekannt.
Eber wurde nach Kriegsende Mitglied des Freikorps Werdenfels. Der NSDAP trat er zum 5. Januar 1923 bei (Mitgliedsnummer 10.013). Er nahm an verschiedenen Aufmärschen (u. a. dem Hitler-Putsch 1923) teil und erhielt später den Blutorden (Nr. 1206) der NSDAP. 
Am 28. Februar 1924 heiratete Emil Eber in zweiter Ehe die Designerin und Arzttochter Irmgard Faltin. Seine Schwiegereltern wollten nicht an der Hochzeit teilnehmen. Am 5. Mai 1925 wurde der Sohn Kurt geboren (gefallen als 19-Jähriger im November 1944) und zum 6. Juli desselben Jahres trat Eber der neu gegründeten NSDAP bei (Mitgliedsnummer 9.307). Ebenfalls 1925 hatte er ersten Kontakt zu Indianern und führte ab dann den Namen „Elk“ (Englisch für Wapiti).
Zum 23. Oktober 1931 trat Eber der SA bei. Ab demselben Jahr war er als Zeichner für nationalsozialistische Zeitungen wie den Völkischen Beobachter und das Kampfblatt Der SA-Mann tätig. Er gehörte dem Kulturkreis der SA an. Mit der Machtergreifung der Nationalsozialisten wurde Eber „künstlerisch“ aufgewertet. Bereits 1935 kaufte die Münchner Städtische Galerie im Lenbachhaus etwa 40 Zeichnungen Ebers aus der Zeit des Ersten Weltkrieges und Skizzen der Kämpfe in München im Zusammenhang mit den Hitler-Putsch 1923.
Ebers Teilnahme an 14 Ausstellungen ist sicher belegt. U. a. stellte er ab 1937 alljährlich auf der Großen Deutschen Kunstausstellung in München aus. Insgesamt 16 seiner Ölgemälde wurden im Laufe der Jahre dort gezeigt. Einige Werke wurden von Adolf Hitler persönlich erworben, wie das Bild Die letzte Handgranate oder So war SA. Am 30. Januar 1938 wurde er durch Adolf Hitler zum Professor ernannt.
1936 wurde die zweite Ehe geschieden. Am 14. September 1938 heiratete Elk Eber zum dritten Mal, Lieselotte Rummel aus Garmisch-Partenkirchen. Nach dem Umzug entstanden viele Bergsteiger- und Skiläufermotive. Seine Gehörerkrankung verschlimmerte sich.
Nach dem Überfall auf Polen wurde er als Kriegsmaler in einer Propagandakompanie aktiv. In diesem Zusammenhang schuf er u. a. das Aquarell Gruppe von polnischen Gefangenen vor der Kommandantur in Warschau und die Zeichnung Brennendes Warschau von der Wola aus gesehen, die im Haus der deutschen Kunst gezeigt wurden.
Eber starb an Bauchfelltuberkulose. Im Juni 1942 widmete ihm der Kunstverein München eine Gedenkausstellung. Im Heft Nr. 138 der Nationalsozialistische Monatshefte erschien 1942 über ihn ein Artikel. Der Karl-May-Verlag, ein Schriftstellerclub und der Cowboy Club München legten Kränze nieder. Das von ihm gestaltete Plakat „Harte Zeiten – Harte Pflichten – Harte Herzen“ wurde bis 1945 verwendet.

## Werke (Auswahl)
Gemälde/Zeichnungen:
- Bergführer (1924)[10]

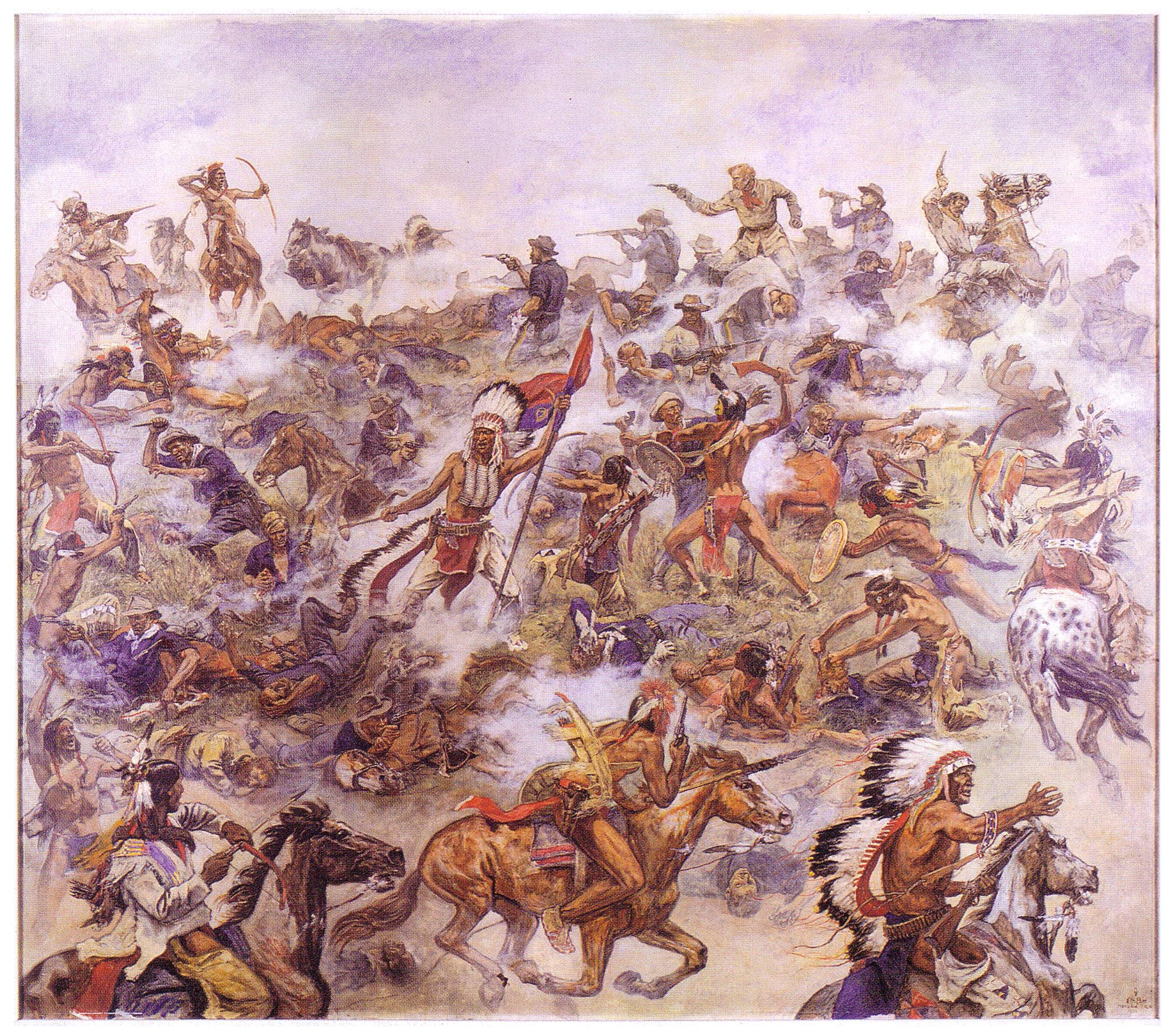
Die Indianerschlacht am Little Bighorn (1936)

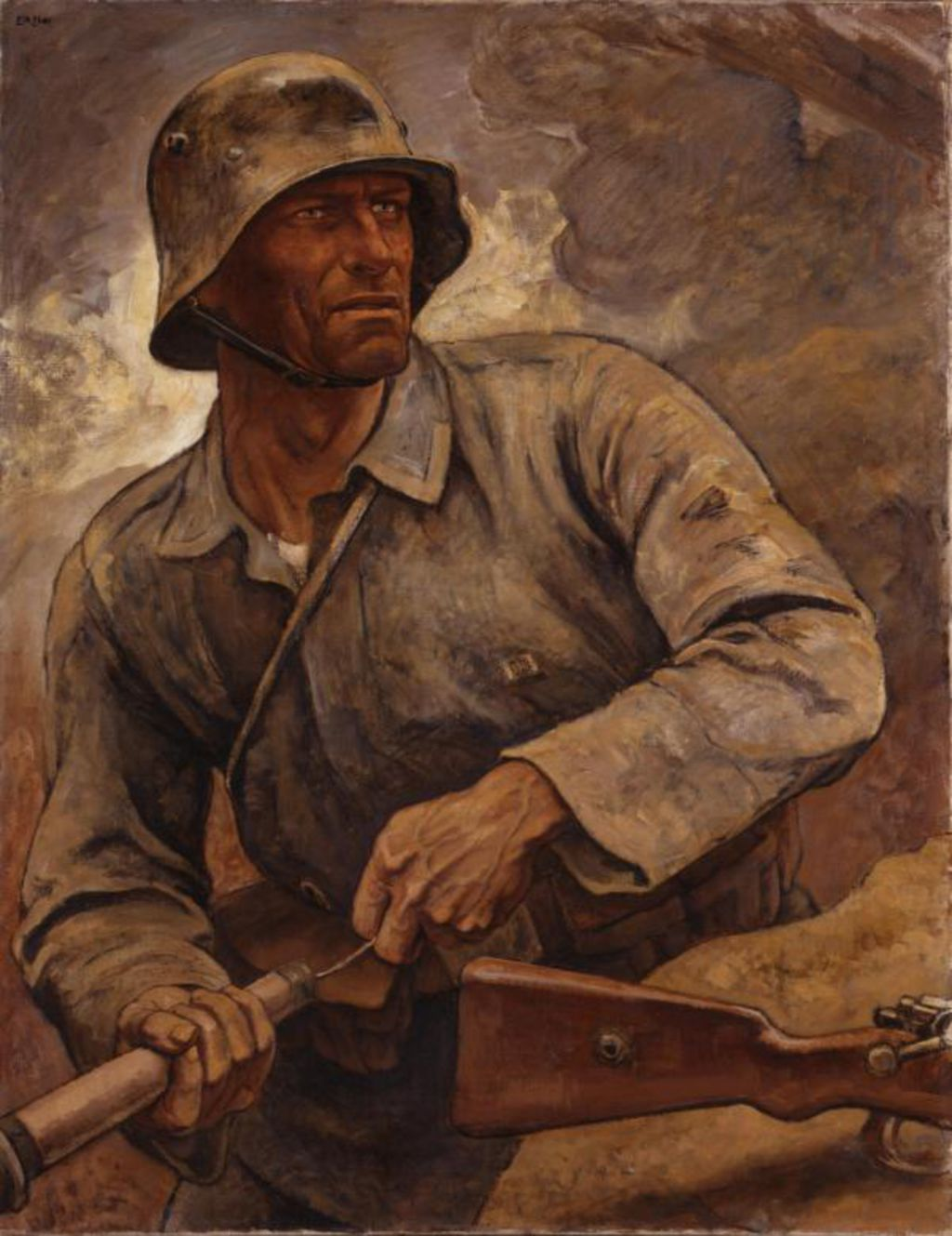
Elk Eber: Die letzte Handgranate. 1936/37. Deutsches Historisches Museum, Berlin

- Black Wolf, Porträt eines Indianer-Häuptlings (1925)[9]
- Der Kletterer (1927)[10]
- Ski-Langlauf (1936)
- Die Indianerschlacht am Little Bighorn (1936), Karl-May-Museum, Radebeul
- Die letzte Handgranate (gezeigt 1937 bei der Eröffnungsausstellung des Hauses der Deutschen Kunst)[11] (1936/37)
- Appel am 23. Februar 1933 (1937)
- So war die SA. (1938)[9]
- Kampf in Warschau Vorstadt (1940)[12]

Illustrationen:
- Hans Stosch-Sarrasani: Durch die Welt im Zirkuszelt. Schützen-Verlag, Berlin 1940
- Peter Droß: Johann, ein Junge vom Saarhammer. Franz Schneider Verlag, Berlin 1934
- Patty Frank; Ein Leben im Banne Karl Mays. Karl-May-Verlag, 1935.[13]

Plakate:
- Harte Zeiten – Harte Pflichten – Harte Herzen[9]